# Primera División 1990-1991 (Argentina)
L'edizione 1990-1991 della Primera División argentina vide l'introduzione della formula dei tornei di Apertura e Clausura. L'Apertura 1990 fu vinto dal Newell's Old Boys, mentre nel Clausura 1991 prevalse il Boca Juniors. Lo spareggio per il titolo di campione "globale" vide prevalere il Newell's, privando così il Boca, imbattuto nel Clausura, della vittoria di un titolo atteso ormai da un decennio. Venne presa la decisione di assegnare, a partire dalla stagione successiva, il titolo di campione separatamente ai vincitori dei due tornei.

## Classifica

### Torneo di Apertura
|  | Pos. | Squadra             | Pt | G  | V  | N  | P  | GF | GS | DR  |
|  | ---- | ------------------- | -- | -- | -- | -- | -- | -- | -- | --- |
|  | 1.   | Newell's Old Boys   | 28 | 19 | 11 | 6  | 2  | 30 | 13 | +17 |
|  | 2.   | River Plate         | 26 | 19 | 11 | 4  | 4  | 29 | 13 | +16 |
|  | 3.   | Vélez Sársfield     | 24 | 19 | 8  | 8  | 3  | 27 | 18 | +9  |
|  | 4.   | Argentinos Juniors  | 23 | 19 | 9  | 5  | 5  | 25 | 17 | +8  |
|  | 5.   | Rosario Central     | 23 | 19 | 9  | 5  | 5  | 26 | 21 | +5  |
|  | 6.   | Ferro Carril Oeste  | 23 | 19 | 7  | 9  | 3  | 19 | 16 | +3  |
|  | 7.   | Estudiantes         | 20 | 19 | 6  | 8  | 5  | 17 | 17 | 0   |
|  | 8.   | Boca Juniors        | 19 | 19 | 6  | 7  | 6  | 18 | 16 | +2  |
|  | 9.   | Huracán             | 19 | 19 | 5  | 9  | 5  | 20 | 19 | +1  |
|  | 10.  | Independiente       | 18 | 19 | 6  | 6  | 7  | 21 | 22 | -1  |
|  | 11.  | San Lorenzo         | 18 | 19 | 4  | 10 | 5  | 15 | 18 | -3  |
|  | 12.  | Talleres de Córdoba | 18 | 19 | 7  | 4  | 8  | 23 | 27 | -4  |
|  | 13.  | Racing Avellaneda   | 17 | 19 | 2  | 13 | 4  | 19 | 21 | -2  |
|  | 14.  | Gimnasia La Plata   | 16 | 19 | 2  | 12 | 5  | 15 | 20 | -5  |
|  | 15.  | Platense            | 16 | 19 | 5  | 6  | 8  | 16 | 22 | -6  |
|  | 16.  | Chaco For Ever      | 16 | 19 | 6  | 4  | 9  | 19 | 28 | -9  |
|  | 17.  | Textil Mandiyú      | 15 | 19 | 4  | 7  | 8  | 17 | 21 | -4  |
|  | 18.  | Deportivo Español   | 14 | 19 | 4  | 6  | 9  | 18 | 24 | -6  |
|  | 19.  | Unión de Santa Fe   | 13 | 19 | 4  | 5  | 10 | 21 | 28 | -7  |
|  | 20.  | Lanús               | 11 | 19 | 3  | 5  | 11 | 11 | 27 | -16 |

### Torneo di Clausura
|  | Pos. | Squadra             | Pt | G  | V  | N  | P  | GF | GS | DR  |
|  | ---- | ------------------- | -- | -- | -- | -- | -- | -- | -- | --- |
|  | 1.   | Boca Juniors        | 32 | 19 | 13 | 6  | 0  | 32 | 6  | +26 |
|  | 2.   | San Lorenzo         | 27 | 19 | 11 | 5  | 3  | 29 | 18 | +11 |
|  | 3.   | Textil Mandiyú      | 23 | 19 | 8  | 7  | 4  | 20 | 13 | +7  |
|  | 4.   | Racing Avellaneda   | 23 | 19 | 9  | 5  | 5  | 23 | 22 | +1  |
|  | 5.   | Independiente       | 22 | 19 | 6  | 10 | 3  | 22 | 15 | +7  |
|  | 6.   | Vélez Sársfield     | 21 | 19 | 7  | 7  | 5  | 25 | 22 | +3  |
|  | 7.   | Huracán             | 21 | 19 | 7  | 7  | 5  | 16 | 16 | 0   |
|  | 8.   | Newell's Old Boys   | 20 | 19 | 6  | 8  | 5  | 21 | 14 | +7  |
|  | 9.   | Estudiantes         | 19 | 19 | 6  | 7  | 6  | 18 | 15 | +3  |
|  | 10.  | River Plate         | 19 | 19 | 4  | 11 | 4  | 19 | 19 | 0   |
|  | 11.  | Platense            | 19 | 19 | 5  | 9  | 5  | 11 | 16 | -5  |
|  | 12.  | Lanús               | 18 | 19 | 5  | 8  | 6  | 15 | 16 | -1  |
|  | 13.  | Unión de Santa Fe   | 18 | 19 | 3  | 12 | 4  | 21 | 26 | -5  |
|  | 14.  | Gimnasia La Plata   | 17 | 19 | 4  | 9  | 6  | 16 | 22 | -6  |
|  | 15.  | Rosario Central     | 16 | 19 | 4  | 8  | 7  | 15 | 23 | -8  |
|  | 16.  | Ferro Carril Oeste  | 15 | 19 | 2  | 11 | 6  | 15 | 20 | -5  |
|  | 17.  | Deportivo Español   | 14 | 19 | 4  | 6  | 9  | 22 | 25 | -3  |
|  | 18.  | Argentinos Juniors  | 13 | 19 | 3  | 7  | 9  | 19 | 30 | -11 |
|  | 19.  | Chaco For Ever      | 12 | 19 | 1  | 10 | 8  | 15 | 26 | -11 |
|  | 20.  | Talleres de Córdoba | 11 | 19 | 4  | 3  | 12 | 24 | 34 | -10 |

## Marcatori
| Pos. | Giocatore         | Squadra         | Gol |
| ---- | ----------------- | --------------- | --- |
| 1    | Esteban González  | Vélez Sársfield | 18  |
| 2    | Rubén Da Silva    | River Plate     | 14  |
| 2    | Víctor Ramos      | Unión           | 14  |
| 4    | Sergio Saturno    | Huracán         | 13  |
| 4    | Gabriel Batistuta | Boca Juniors    | 13  |

## Spareggio scudetto
|                   |              | Andata | Ritorno | Complessivo | Rigori |
| ----------------- | ------------ | ------ | ------- | ----------- | ------ |
| Newell's Old Boys | Boca Juniors | 1-0    | 0-1     | 1-1         | 3-1    |

Newell's Old Boys campione d'Argentina.

## Retrocessioni
| Squadra             | Media | Punti | Giocate | 1988-89 | 1989-90 | 1990-1991 |
| ------------------- | ----- | ----- | ------- | ------- | ------- | --------- |
| Boca Juniors        | 1.254 | 143   | 114     | 49      | 43      | 51        |
| River Plate         | 1.254 | 143   | 114     | 45      | 53      | 45        |
| Independiente       | 1.237 | 141   | 114     | 55      | 46      | 40        |
| San Lorenzo         | 1.070 | 122   | 114     | 42      | 35      | 45        |
| Racing Avellaneda   | 1.061 | 121   | 114     | 42      | 39      | 40        |
| Vélez Sársfield     | 1.053 | 120   | 114     | 33      | 42      | 45        |
| Huracán             | 1.053 | 40    | 38      | N/A     | N/A     | 40        |
| Newell's Old Boys   | 1.044 | 119   | 114     | 35      | 36      | 48        |
| Rosario Central     | 1.035 | 118   | 114     | 36      | 43      | 39        |
| Argentinos Juniors  | 1.018 | 116   | 114     | 42      | 38      | 36        |
| Estudiantes         | 1.009 | 115   | 114     | 42      | 34      | 39        |
| Talleres de Córdoba | 0.956 | 109   | 114     | 44      | 36      | 29        |
| Gimnasia La Plata   | 0.947 | 108   | 114     | 36      | 39      | 33        |
| Ferro Carril Oeste  | 0.939 | 107   | 114     | 30      | 39      | 38        |
| Textil Mandiyú      | 0.939 | 107   | 114     | 33      | 36      | 38        |
| Deportivo Español   | 0.921 | 105   | 114     | 46      | 31      | 28        |
| Platense            | 0.912 | 104   | 114     | 33      | 36      | 35        |
| Unión de Santa Fe   | 0.882 | 67    | 76      | N/A     | 36      | 31        |
| Chaco For Ever      | 0.789 | 60    | 76      | N/A     | 32      | 28        |
| Lanús               | 0.763 | 29    | 38      | N/A     | N/A     | 29        |

Il Chaco For Ever e il Lanús furono retrocessi in Primera B Nacional.